# Theater Drachengasse

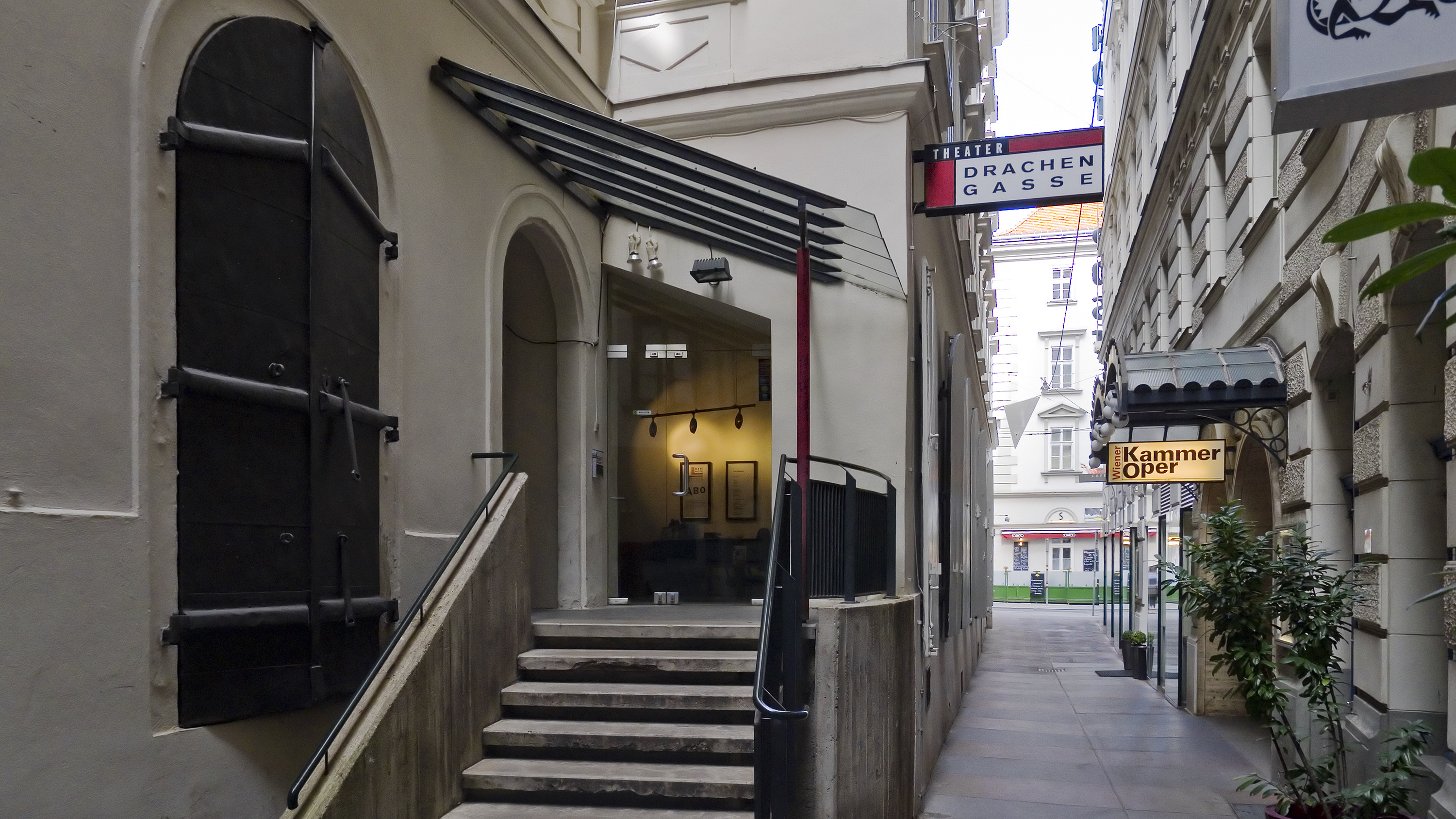
Das Theater Drachengasse in der gleichnamigen Gasse

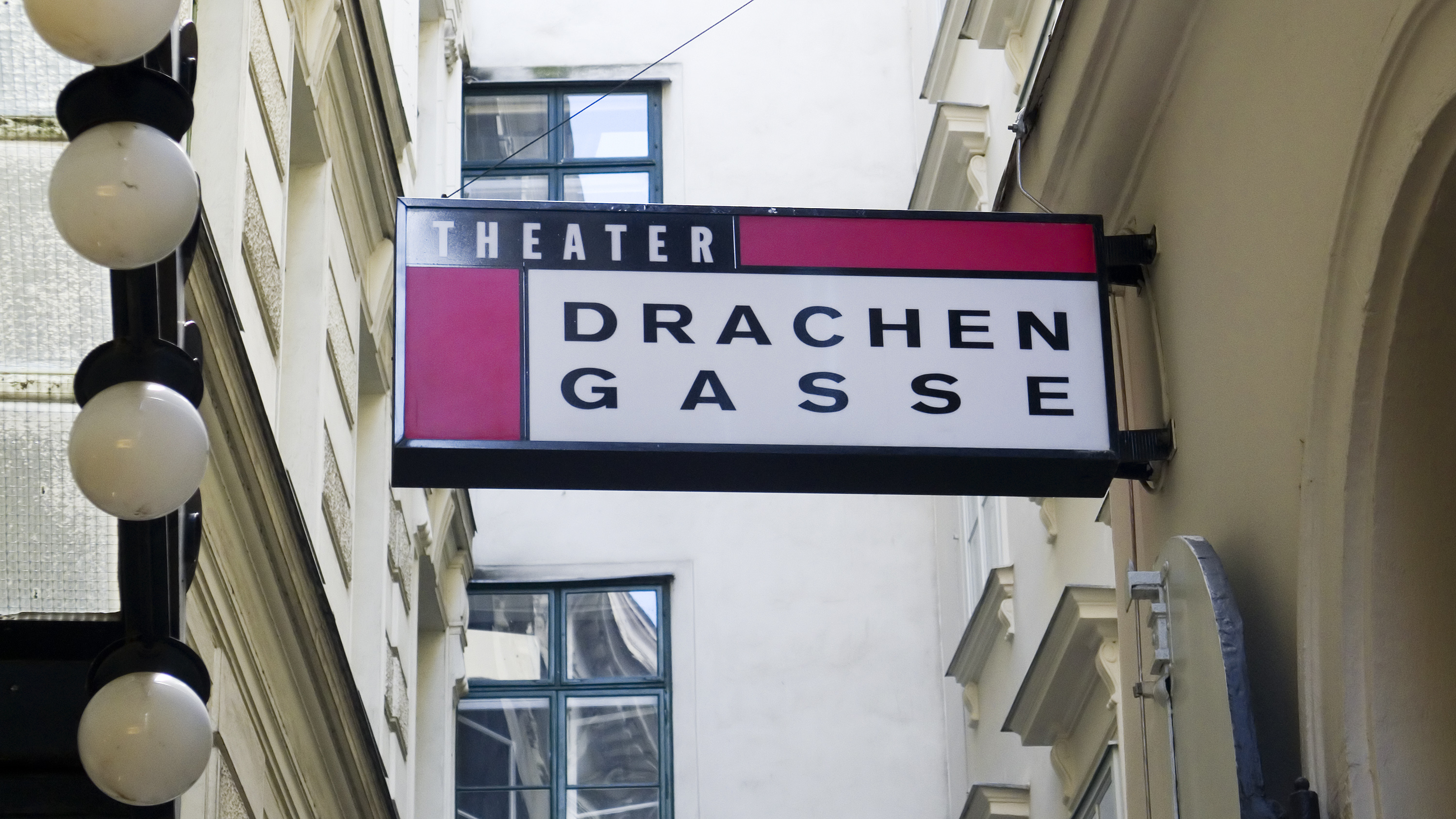
Leuchtreklame des Theaters

Das Theater Drachengasse ist ein kleines Theater im 1. Wiener Gemeindebezirk Innere Stadt an der Ecke Fleischmarkt und Drachengasse.
Das Theater wurde 1981 von Emmy Werner (* 1938) unter Übernahme des Theaterfundus des 1982 geschlossenen Theater der Courage gegründet. Als diese 1988 als Direktorin ans Wiener Volkstheater berufen wurde, übernahm ein Dreierteam (Johanna Franz, Verena Kanaan, Eva Langheiter) die Leitung des Theaters. Nach dem Weggang Verena Kanaans führten Eva Langheiter und Johanna Franz das Haus. Mit Oktober 2014 übergab Eva Langheiter ihre Agenden an Katrin Schurich. Seit Juli 2016 teilen sich Beate Platzgummer und Katrin Schurich die Leitung des Theaters. Die Drachengasse 2 Theater Ges.m.b.H. betreibt an diesem Standort zwei Spielstätten: das Theater Drachengasse (80–100 Plätze) und die Bar&Co (50 Plätze).
Das Theater Drachengasse zeigt in vier bis fünf Eigenproduktionen pro Jahr zeitgenössische Dramatik, hauptsächlich Erst- und Uraufführungen. Bar&Co bietet Raum für Theaterproduktionen der freien Szene, die ihre Projekte als Gastspiele oder Koproduktionen mit der Drachengasse zeigt. Ergänzt wird das Programm durch Aufführungen aus den Bereichen Musik, Impro, Comedy, sowie Late Night Specials. Zu den inhaltlichen Schwerpunkten zählen gesellschaftspolitisch relevante Themen, besonderes Interesse gilt dabei – ob bei Inhalt, Stückwahl oder Regie – den Frauen. Seit 2008 wird jährlich ein Nachwuchswettbewerb ausgeschrieben.
Die Drachengasse erhält Subventionen der Kulturabteilung der Stadt Wien (4-Jahres-Konzeptförderung) und des BMUKK (Jahresförderung).